# Wagis Nasirowitsch Chidijatullin
Wagis Nasirowitsch Chidijatullin (russisch Вагиз Назирович Хидиятуллин; * 3. März 1959 in Gubacha, Oblast Perm) ist ein ehemaliger sowjetischer und russischer Fußballspieler tatarischer Herkunft.
Chidijatullin begann seine Karriere als Fußballspieler 1976 bei Spartak Moskau. Im Jahr 1979 wurde er mit diesem Team sowjetischer Meister und im Jahr 1980 Vizemeister.
1981 wechselte er zunächst zu ZSKA Moskau und 1984 zu Karpaty Lwiw. Im Jahr 1986 kehrte der defensive Mittelfeldspieler zu Spartak zurück und wurde 1987 mit seiner Mannschaft nochmals sowjetischer Meister.
Chidijatullin wurde mit dem sowjetischen U20-Team bei der Junioren-WM 1977 Weltmeister. Zwischen 1978 und 1990 spielte er insgesamt 58-mal für die Sowjetische Nationalmannschaft und erzielte sechs Tore. Bei der Olympiade 1980 gewann er mit der UdSSR-Olympiasauswahl die Bronzemedaille. 1982 nahm er an der Weltmeisterschaft in Spanien teil, kam allerdings während dieses Turniers nicht zum Einsatz.
Bei der Europameisterschaft 1988 erreichte er mit dem sowjetischen Team das Finale gegen den späteren Europameister Niederlande. Im Jahr 1990 nahm er an der Weltmeisterschaft in Italien teil, er wurde während dieses Turniers dreimal eingesetzt.
Chidijatullin wechselte im Jahr 1988 nach Frankreich zum FC Toulouse, wo er bis zum Jahr 1990 spielte. Von 1991 bis 1993 spielte er für das Team von Montauban und von 1993 bis 1994 für die Mannschaft von Labège in unteren französischen Ligen.
Im Jahr 1994 kehrte er noch einmal für eine  Saison in sein Heimatland zurück, er absolvierte 15 Spiele für Dynamo Moskau und gewann mit diesem Team die russische Vize-Meisterschaft.